# This Time (Bryan Adams)
This Time è un brano musicale rock scritto da Bryan Adams e Jim Vallance nel 1982, inserito nell'album Cuts Like a Knife, nel greatest hits So Far So Good e nella raccolta Anthology.
This Time è stato il primo singolo di Adams a comparire nelle classifiche in Europa. La canzone ha raggiunto la Top 30 sulla Billboard sulla Mainstream Rock Songs nella 21ª posizione, e sulla Billboard Hot 100 ha raggiunto la 24ª posizione.
Il video musicale è stato diretto e girato in California presso la Edwards Air Force Base da Steve Barron e László Kovács come direttore della fotografia.

## Formazione
- Bryan Adams: Chitarra ritmica, Chitarra solista e voce
- Keith Scott: Slide guitar, Cori
- Mickey Curry: batteria
- Dave Taylor: basso
- Tommy Mandel: Tastiere
- Jim Vallance: Percussini
- Lou Gramm:Cori

## Classifiche
| Classifica (1983)             | Posizione massima |
| ----------------------------- | ----------------- |
| Stati Uniti                   | 24                |
| Stati Uniti (mainstream rock) | 21                |

## Riconoscimenti
- 1984 -  Procan Award (Performing Rights Organization of Canada) for Canadian radio airplay[1]
- 2007 - SOCAN Classics Award for more than 100,000 radio performances in Canada[1]